# .io
io. هو امتداد خاص بالعناوين الإلكترونية (نطاق) domain للمواقع التي تنتمي إلى المستعمرات البريطانية في المحيط الهندي.